# جوردي ميرفي
جوردي ميرفي (بالإنجليزية: Jordi Murphy)‏ هو لاعب اتحاد الرغبي أيرلندي، ولد في 22 أبريل 1991 في برشلونة في إسبانيا.

## وصلات خارجية
- جوردي ميرفي عل موقع إسبنسكروم (الإنجليزية)
- جوردي ميرفي على موقع ItsRugby.co.uk (الإنجليزية)